# Забавни парк Шаренград

Забавни парк Шаренград је мултифункционални комплекс у Крушевцу, отворен 2021. године, намењен првенствено забави најмлађих посетилаца и њиховим пратиоцима на 1,5ha површине. Парк се налази на јужној падини Багдале, на Бруском путу, путу Kрушевац – Kопаоник.
Поред реплика диносауруса, парк садржи модеран дечији мобилијар, мини авантура парк, терен за мини голф и шах, мултифункционални спортски терен, сувенирницу и ресторан, а у зимским месецима клизалиште. Простор је додатно оплемењен воденим површинама са фонтанама и мостићима, као и зип лајн за најмлађе.
Диносауруси су представљени са преко двадесет реплика некадашњих џиновских становника наше планете из различитих периода праисторије, који доминирају парком својом величином, бојама, покретима и звуцима.
Игралишта на отвореном простору намењена су деци узраста до 12 година. Централно игралиште опремљено је атрактивним љуљашкама, пењалицама и тобоганима. Прилагођено је и деци са посебним потребама. Највећи изазов за децу представља велики тобоган у облику диносауруса, као и зип лајн. Поред тога, ту су и терен за мини голф и велики шах, игре у којима учествују деца и родитељи. Парк садржи играоницу „Шаренград”, која у склопу ресторана пружа јединствену авантуру у затвореном простору. Током зимских месеци, за љубитеље клизања, организује се клизалиште.